# Gianluigi Maggioni
Gianluigi Maggioni (Vigevano, 19 maggio 1942 – Vigevano, 15 maggio 2024) è stato un calciatore italiano, di ruolo centrocampista.

## Carriera
Con la maglia del Palermo giocò in Serie A nella stagione 1962-1963 (16 presenze e una rete in occasione della sconfitta interna col Milan del 26 maggio 1963) e in Serie B nella stagione 1963-1964 (32 presenze e una rete).
Disputò inoltre tre campionati serie B nelle file del Monza.

## Palmarès

### Club

#### Competizioni nazionali
- Serie C: 1

Monza: 1966-1967